# Lillian Maefai
Lillian „Lilly“ Maefai ist eine Politikerin in den Salomonen.
Sie ist erst die fünfte Frau, die jemals in das Nationalparlament der Salomonen gewählt wurde.

## Leben

### Jugend
Maefai wurde auf der Insel Malaita geboren. Sie erwarb einen Abschluss in Secretarial Qualifications am Honiara Solomon Islands College of Higher Education und arbeitete ein Jahrzehnt lang bei der Zeitung Solomon Star, wo auch ihr Ehemann, Charles Maefai, angestellt war. Das Paar verließ dann die Zeitung um eine eigene kleine Druckerei zu führen.

### Karriere
Maefais Ehemann wurde im April 2019 für den Wahlkreis East Makira auf der Insel Makira ins Parlament gewählt. Er starb jedoch drei Monate später. Lillian Maefai wurde von den Verantwortlichen des Wahlkreises gefragt, ob sie in der Nachwahl (by-election) kandidieren würde. Ursprünglich zögerte sie, weil sie als Frau aus Malaita nicht sicher war, ob sie in Makira genug Unterstützung finden würde. Sie ließ sich jedoch überzeugen und wurde mit großem Vorsprung gewählt. Sie erzielte fast die Hälfte der Stimmen in einem Feld von neun Kandidaten. Am 18. Dezember 2019 wurde si vereidigt und wurde damit die dritte Frau in dem Parlament mit 50 Mitgliedern (2019–2023), neben Freda Soria Comua und Lanelle Tanangada. Eine vierte Frau, Ethel Lency Vokia, wurde 2020 dazugewählt.
Obwohl sie als unabhängige Kandidatin angetreten war, erklärte Maefai, dass sie sich der Ownership, Unity and Responsibility Party („Our Party“), unter Führung von Premierminister Manasseh Sogavare, angeschlossen hat.